# 모노네가바이러스목
모노네가바이러스목(Mononegavirales)은 바이러스 분류명의 하나로 음성-극성 외가닥 RNA 바이러스의 일종이다. 모노네가바이러스목은 5개의 바이러스 과를 포함하고 있다. 에볼라바이러스와 호흡기세포융합바이러스, 홍역 바이러스, 볼거리바이러스, 니파 바이러스 및 광견병바이러스 등이 속해 있고, 모두 사람에게 심각한 질병을 유발한다. 사람이 아닌 동물과 식물의 아주 중요한 병원체도 포함하고 있다.

## 하위 분류
- Bornaviridae
- 필로바이러스과 (Filoviridae) - 에볼라바이러스 등 포함.
- Mymonaviridae
- Nyamiviridae
- 파라믹소바이러스 (Paramyxoviridae) - 홍역바이러스, 유행성이하선염바이러스바이러스 등 포함.
- Pneumoviridae
- 랍도바이러스과 (Rhabdoviridae) - 광견병 바이러스 등 포함.
- Sunviridae